# Aleksej Jur'evič German
Aleksej Jur'evič German (in russo Алексей Юрьевич Герман?; IPA: [ɐlʲɪˈksʲej ˈjʉrʲjɪvʲɪt͡ɕ ˈɡʲermən]; Leningrado, 20 luglio 1938 – San Pietroburgo, 21 febbraio 2013) è stato un regista cinematografico e sceneggiatore russo.

## Biografia

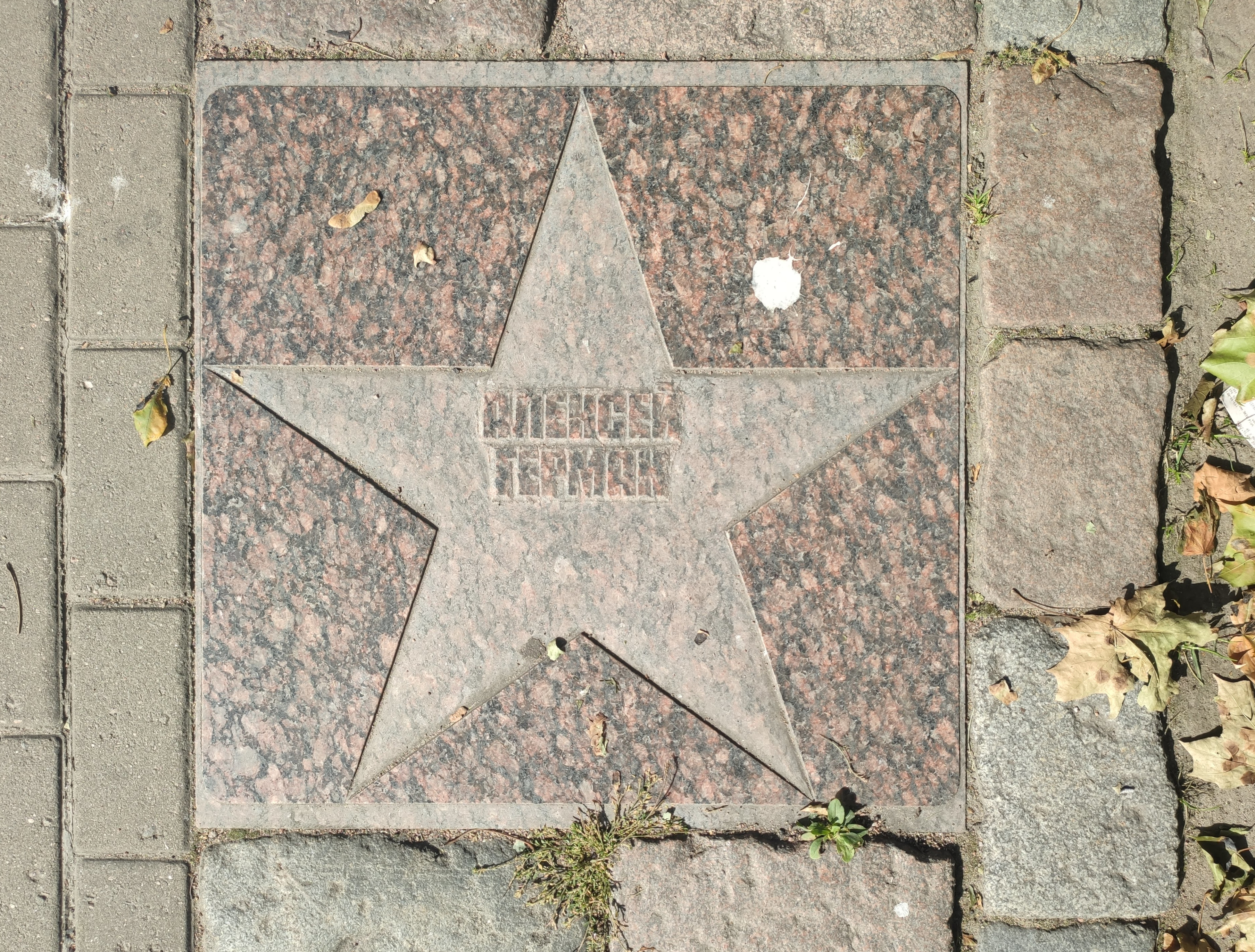
Stella di Aleksej German sulla Walk of Actor's Fame di Vyborg

Il suo film Chrustalëv, mašinu! è stato presentato in concorso al Festival di Cannes 1998.

## Filmografia parziale
- Il settimo compagno di viaggio (Sed'moj sputnik) (1967) – co-diretto con Grigorij Aronov
- Proverka na dorogach (1971)
- Venti giorni senza guerra (Dvadcat' dnej bez vojny) (1976)
- Moj drug Ivan Lapšin (1984)
- Chrustalëv, mašinu! (1998)
- Trudno byt' bogom (2013) – postumo[1]

## Riconoscimenti
- Festival internazionale del film di Roma:
  - 2013 – Premio alla carriera